# 신남면 (홍천군)
신남면(新南面)은 인제군의 일부가 북위 38도선 이남에 남으면서 홍천군에 편입되었던 시절의 행정구역이다. 오늘날의 인제군 남면에 이른다.